# Цифровий сигнал (обробка сигналів)

Червоний цифровий сигнал є вибіркою та квантованим поданням сірого аналогового сигналу. Цифровий сигнал складається з послідовності вибірок, які в даному випадку є цілими числами: 4, 5, 4, 3, 4, 6…

У контексті цифрової обробки сигналів (DSP) цифровий сигнал являє собою дискретний час, квантований амплітудний сигнал. Іншими словами, це дискретизований сигнал, що складається з вибірок, які приймають значення з дискретного набору (підрахованого набору, який може бути зіставлений один на один з підмножиною цілих чисел). Якщо цей дискретний набір скінченний, дискретні значення можна представити цифровими словами кінцевої ширини. Найчастіше ці дискретні значення представляються як слова з фіксованою комою (або пропорційні значенням сигналу, або зіставлені) або слова з рухомою комою.     

Дискретна форма косинусоїда з частотою 50 Гц і частота дискретизації 1000 зразків/с, що легко задовольняє теорему відбору для реконструкції вихідної функції косинуса із зразків. (Ефекти квантування занадто тонкі, щоб їх можна було побачити на цьому графіку.)

Процес аналого-цифрового перетворення виробляє цифровий сигнал. Процес перетворення можна вважати таким, що відбувається у два етапи:
1. дискретизація, яка виробляє безперервний сигнал дискретного часу, і
2. квантування, яке замінює кожне значення вибірки наближенням, вибраним із заданого дискретного набору (наприклад, шляхом усічення або округлення).

Можна показати, що аналоговий сигнал можна реконструювати після перетворення на цифровий (з точністю, що забезпечується використовуваним квантуванням), за умови, що сигнал має незначну потужність на частотах, що перевищують межу Найквіста, і не насичує квантор.
Поширені практичні цифрові сигнали представлені у вигляді 8-бітових (256 рівнів), 16-бітових (65 536 рівнів), 24-бітових (16,8 мільйони рівнів) та 32-розрядні (4.3 мільярди рівнів). Але кількість рівнів квантування не обов'язково обмежується степенями двох. Подання з рухомою комою використовується у багатьох програмах DSP.